# Eavan Boland
Eavan Boland (Dublino, 24 settembre 1944 – Dublino, 27 aprile 2020) è stata una poetessa irlandese.

## Biografia
Il padre, Frederick Boland, era un diplomatico e la madre, Frances Kelly, una nota pittrice. Quando aveva sei anni, il padre fu nominato ambasciatore irlandese nel Regno Unito;  la famiglia lo seguì a Londra, dove la Boland ebbe le sue prime esperienze di atteggiamenti e sentimenti anti-irlandesi. Questa ostilità rafforzò il suo sentirsi irlandese. Parlò di questo in "An Irish Childhood in England: 1951".
A 14 anni, tornò a Dublino per frequentare la Holy Child School a Killiney.  Frequentò poi il Trinity College di Dublino, pubblicando nel suo primo anno, nel 1962, un opuscolo di poesie ("23 Poesie") e laureandosi con lode in letteratura e lingua inglese nel 1966. Da allora ricoprì numerosi incarichi di insegnante e pubblicato poesie, critiche in prosa e saggi. Ha insegnato al Trinity College di Dublino, all'University College di Dublino e al Bowdoin College ed è stata membro dell'International Writing Program presso la University of Iowa.
Dal 1996 è stata docente di letteratura inglese presso la Stanford University, dividendo il suo tempo tra Palo Alto e la sua casa a Dublino. Ebbe sempre a cuore l'identità nazionale irlandese e il ruolo delle donne nella storia del suo paese.
Un certo numero di poesie della sua produzione sono tuttora studiate da studenti irlandesi che prendono il Leaving Certificate. Ha ricevuto nel 1994 il Lannan Literary Award for Poetry e nel 2020 un Costa Book Award nella categoria "Poesia" per la raccolta The Historians.
Boland morì a Dublino nell'aprile 2020, a 75 anni, per un ictus.

## Vita privata
Boland sposò il romanziere Kevin Casey nel 1969 e ebbe due figlie.